# Asura flagrans
Asura flagrans är en fjärilsart som beskrevs av Fletcher 1957. Asura flagrans ingår i släktet Asura och familjen björnspinnare. Inga underarter finns listade i Catalogue of Life.